# San Chirico Raparo
San Chirico Raparo ist eine süditalienische Gemeinde (comune) mit 914 Einwohnern (Stand 31. Dezember 2023) in der Provinz Potenza in der Basilikata. Die Gemeinde liegt etwa 55 Kilometer südsüdöstlich von Potenza und gehört zur Comunità Montana Alto Agri.